# Hotta Yoshie

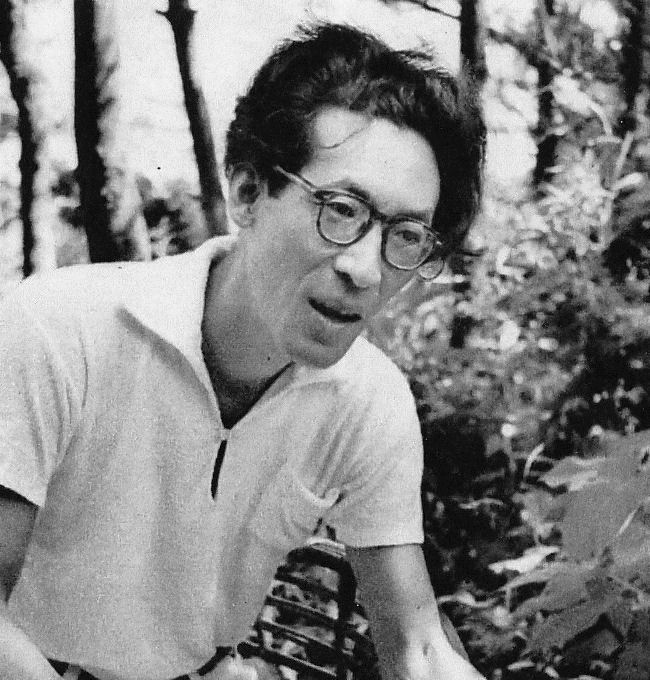
Yoshie Hotta, 1954

Hotta Yoshie (japanisch 堀田 善衛; * 17. Juli 1918; † 5. September 1998) war ein japanischer Schriftsteller.
Hotta studierte an der Keiō-Universität bis 1942 Politikwissenschaften, danach Romanistik und schrieb bereits während seiner Studienzeit Gedichte für die Zeitschrift Arechi. Er arbeitete für den Verlag Kokusai Bunka Shinkōkai und von 1945 bis 1947 für die Propagandaabteilung der Kuomintang in China. Nach seiner Rückkehr nach Japan war er Journalist bei der Tageszeitung Sekai Nippō.
Seit den 1950er Jahren trat Hotta als Schriftsteller hervor. Für Hiroba no kodoku (Allein auf einem großen Platz) erhielt er 1951 den Akutagawa-Preis. In dem Roman Jikan (Zeit, 1955) setzte er sich mit dem Massaker von Nanking auseinander. In seinen späten Werken stellte er Persönlichkeiten der europäischen Kulturgeschichte dar: Francisco de Goya in Goya (1974–77, Osaragi-Jirō-Preis 1977), Michel de Montaigne in Misheru jōkan no hito (Michel auf der Burg; 1991–1994, Watsuji-Tetsurō-Kulturpreis 1994) und François de La Rochefoucauld in Ra Roshufūkō kōshaku densetsu (Geschichten über den Herzog von La Rochefoucauld, 1998). 1993 erhielt er den Noma-Literaturpreis im Folgejahr den Asahi-Preis.

## Werke
- Hiroba no kodoku (広場の孤独; Allein auf einem großen Platz, 1951)
- Kage no bubun (影の部分)
  - dt. „Teile eines Schattens“, übersetzt von Jürgen Berndt, in: Träume aus zehn Nächten: Japanische Erzählungen des 20. Jahrhunderts, 1992, S. 364–393
- Sokoku sōshin (Verlust des Vaterlandes)
- Kankan (Vaterlandsverräter)
- Rekishi (歴史, Geschichte, 1953)
- Jikan (時間, Zeit, 1955)
- Hōjōki shiki (Mainichi-Kulturpreis 1971)
- Goya (ゴヤ, Biographie Francisco de Goyas, 1974–77)
- Misheru jōkan no hito (Michel auf der Burg), 1991–94
- Ra Roshufūkō kōshaku densetsu (Geschichten über den Herzog von La Rochefoucauld, 1998)